# 金梅路站
金梅路站位于中华人民共和国安徽省合肥市长丰县金梅路与蒙城北路交叉口地下，是合肥轨道交通8号线的地铁车站。